# Arsène Lupin contra Herlock Sholmes
Arsène Lupin contra Herlock Sholmes é uma coletânea de duas histórias escritas por Maurice Leblanc, sobre as aventuras opondo Arsène Lupin a Herlock Sholmes. É uma continuação de Arsène Lupin, ladrão de casaca, notadamente a última história, Herlock Sholmes chega tarde.
As duas histórias foram publicadas pela primeira vez a partir de novembro de 1906 na revista Je sais tout.  O volume saiu em 10 de fevereiro de 1908 com as duas histórias modificadas (o epílogo sobretudo). Uma outra edição surgiu em 1914 com novas modificações.
Herlock Sholmes é uma cópia evidente do herói de Conan Doyle, Sherlock Holmes, que em 1906 já fazia grande sucesso na França, suas aventuras sendo publicadas lá desde 1902.  
Esta aventura de Arsène Lupin, com cenário e tom humorísticos, contrasta com as obras mais sombrias de Leblanc, entre elas o livro seguinte, A Agulha Oca, com uma participação trágica de Sholmes. 

## Conteúdo
A coletânea contém duas narrativas:
- La Dame blonde (A Dama Loura), publicada em Je sais tout de 15 de novembro de 1906 até 15 de abril de 1907. Divide-se em seis capítulos. Dois acontecimentos envolvendo uma dama loura e desaparecimentos misteriosos — o bilhete premiado do Sr. Gerbois e o diamante azul da condessa de Crozon — fazem com que chamem o célebre detetive inglês Herlock Sholmes, único capaz de enfrentar Lupin. Num brilhante trabalho investigativo, Sholmes descobre o segredo das quinze casas projetadas pelo arquiteto Destangue e "retocadas" com "tubos acústicos, passagens secretas, tábuas de assoalho que deslizam, escadas escondidas"[1] por Lupin para lhe servirem de esconderijo e para outros fins criminosos. Só que, nesse meio-tempo, Lupin lhe prega uma série de peças.
- La Lampe juive (A Lâmpada Judaica), publicada em Je sais tout de 15 de julho a 15 de agosto de 1907. Divide-se em dois capítulos. O Barão Imblevalle, a quem roubaram uma lâmpada contendo uma joia preciosa, chama Herlock Sholmes para encontrá-la. Lupin envia uma carta ao detetive pedindo que não intervenha. Sholmes a ignora e vai para Paris com Wilson. Finalmente consegue encontrar a lâmpada judaica, mas descobre que sua investigação teve o efeito oposto ao pretendido. Na verdade perturbou os planos de Lupin que pretendia ajudar a família do Barão. Primeira menção na obra sobre Lupin do lado "bom" do "ladrão de casaca". "— Então, você faz o bem também? [pergunta Sholmes] — Quando tenho tempo. Isso me diverte. Acho graça que, na aventura que nos ocupou, eu tenha sido o gênio bom que socorre e salva, e você o mau que traz o desespero e as lágrimas [responde Lupin]".[2]